# 北極のムーシカミーシカ
『北極のムーシカミーシカ』（ほっきょくのムーシカミーシカ）は、いぬいとみこによる日本の児童文学作品。挿絵は初刊版（1961年 理論社）のみ久米宏一、1968年の再刊以降は瀬川康男。

## 概要
ホッキョクグマの母子を通して北極に生きる動物たちの友情と厳しさを描いている。異なる種類の動物でも子供同士は友達になるが、成長して食べる側と食べられる側になる事に対する苦悩と理解の過程を追って行く。1961年からのNHK人形劇『ふたごのこぐま』の原作となり、1964年に第5回国際アンデルセン賞佳作賞。1979年7月21日にアニメ化作品『北極のムーシカ・ミーシカ』が公開された。

## ストーリー

### 第1部
ホッキョクグマのものしりのムーは、妊娠して雪の下で冬眠に入るかあさんグマに、女の子ならマーシカ、男の子ならムーシカと名付けるように言って、餌のある海へと遠出する。しかし生まれたのは雄の双子で、兄はムーシカ、弟はミーシカと名付けた。
ある日、白い鳥を追って迷子になったミーシカはアザラシの子供オーラと友達になる。ムーシカはミーシカを追って氷の割れ目に落ちて行方不明。かあさんグマは2人を探していたところオーラとミーシカを見つけた。熊に警戒心を露にする母アザラシに、かあさんグマはミーシカの友達だから手出しをしない事を約束する。
一方、氷の割れ目を登り湖の傍に出たムーシカは白鳥の卵を壊して怒られた。事情を知った白鳥の娘ユーリはムーシカを許し、疲れたムーシカを眠りに就かせた。いつものように白鳥の湖の中の氷の上ではなく氷原で眠ったため、ユーリはホッキョクギツネに襲われてしまう。そこでムーシカは必死に戦って狐を追い返し、ユーリの兄達からも認められ、家まで送ってもらう事になった。

### 第2部
白鳥に乗ったムーシカはオオカモメの群れに襲われたが、かあさんグマがオオカモメを叩き落した。ユーリの兄と遊びに来ていたオーラは家の中に匿われた。あたりに銃声が響き渡り、人間が近づいている事を知ったかあさんグマは、オオカモメの死体を離れた所まで咥えていき、人間達の使うエスキモー犬による捜索をかく乱し、家から遠ざけた。再び銃声が鳴り響いた時、心配になった子供達が外へ出ると、ホッキョクグマの母娘に出会った。母親は死んだように倒れており、娘は家に連れて帰った。偶然、娘の名前はマーシカだった事もあり、かあさんグマは自分の娘のように育てることにした。ユーリの兄もすっかり良くなり帰って行った。かあさんグマは子熊達に泳ぎを教えながら、人間に対する用心も兼ねて、海に浮く氷山へ移住することにした。子熊達は魚も食べるようになり、夜には大熊座を眺めて生活した。9月になり、冬の訪れとともに海が凍り始め、一家は陸地に戻って行った。家に向かう途中で人間達の船が氷に閉ざされ放置されていた。ミーシカは中で赤い鞠を見つけ、かあさんグマに見せに行くと、かあさんグマは見つけたアザラシの肉を食べていた。ミーシカは友達のオーラの姿を重ねて悲しんだ。熊には冬の間の食料としてアザラシも必要なのだということをミーシカに教えきれない自分に、かあさんグマは不甲斐無さを感じた。空にオーロラがゆらめき、一家は冬眠に入った。

### 第3部
ムーシカとミーシカは外へ出て、金色と薔薇色に光るキョクアジサシを見つけて追いかけた所、流氷に乗って流されてしまった。そこへものしりのムーが現れて、兄弟を陸地へと連れて行った。弱って倒れた兄弟の口に、ものしりのムーはアザラシの血を流し込み助けた。キョクアジサシの話を聞いたものしりのムーは、自分でもキョクアジサシを見つけにまた旅立った。それから兄弟は自分たちの父親だったと気づいた。ミーシカは自分の命のために、父親がアザラシを食べさせた事を理解し、かあさんグマに対するわだかまりも消えていった。兄弟はかあさんグマとマーシカの待つ家に帰り、報告すると、キョクアジサシの色から、夏至に行われる夏の祭りが大きなものになる事を教えられる。夏至が近づくと一家は大グマの岩を目指して移動した。途中、ミーシカがエスキモーに捕まるが、エスキモーの子タヤウトに助けられる。タヤウトに感謝しつつもエスキモーを恐れる子供達にかあさんグマは、エスキモー達にとっても食料の確保がいかに重要かを説明し、熊がオーラの仲間のアザラシを食べる事と比べ、食べられる側の恐怖と、食べる側が生き抜くための必要性を教えた。夏の祭りには北極に生きる（人間以外の）獣や鳥、魚達が一堂に会し、この日だけは獲物を食べる事も無く互いに踊ったりした。人間は居ないが、タヤウトだけは特別に招待されてミーシカとの再会を喜んだ。マーシカの実の母親も生きていて再開した。ミーシカはオーラに寂しさを伝えると、もう熊とアザラシは食べるか食べられるかの争いをする年齢なのだから、夏の祭りでしか会えないとオーラから教えられた。涙を堪えながらミーシカは、タヤウトも自分に対して同じ悲しみを背負っている事を理解した。ミーシカがタヤウトに赤い鞠を贈ると、それはタヤウトの母親の形見で、船に乗ってきた人間に無理に買われた鞠だった。夏の祭りも終わり、ユーリの兄が連れてきたマーシカは、実の母親よりムーシカ達と暮らすことを望んだので、ムーシカの家族と、マーシカの家族で一緒に暮らす事になった。

## キャラクター
ムーシカ
ホッキョクグマの双子の兄で、知りたがり屋。マーシカと仲良し。
ミーシカ
ホッキョクグマの双子の弟で、いたずらっ子。泳ぎが得意。
マーシカ
ホッキョクグマの娘。母親は撃たれて倒れていたので、ムーシカ、ミーシカに助けられ、妹として育てられる。ミーチカという妹もいる。ムーシカと仲良しになる。
かあさんグマ
ムーシカとミーシカの母親
ものしりのムー
ムーシカやミーシカの父親で、強くて賢い。冬は餌を取りに遠くの海に出かけてしまう。3月に飛来する最初のキョクアジサシの色を見て6月の夏至の日に行う夏の祭りの規模を決める監視役がホッキョクグマの雄から選ばれるが、今年の担当がものしりムーである。監視役が様々な動物に祭りの開催を伝えてまわる。
オーラ
アザラシの子供でミーシカの友達。
ユーリ
白鳥の娘でムーシカの恩人。6羽の兄とともに白鳥の湖で暮らしている。夏の祭りでは3羽の子供を連れている。
キョクアジサシ
南極と北極を往復する夏を告げる渡り鳥。
タヤウト
エスキモーの子。ミーシカが父親に銃で撃たれそうになっていた所を助け、ミーシカと友達になる。人間には見えない動物達の夏の祭りに特別に招待される。
ガラー
ものしりムーの跡継ぎになろうとした意地悪で乱暴な緑色のホッキョクグマ。原作には登場しない。
リカー
ガラーの子分のホッキョクギツネ。原作には登場しない。

## アニメ映画
アニメ映画『北極のムーシカ・ミーシカ』(80分)が1979年7月21日に公開された。
企画・制作は日活児童映画と虫プロダクション株式会社（新虫プロ）である。特に新虫プロにとって設立後最初の長編アニメーション作品である。

### キャスト
- ムーシカ：菅谷政子
- ミーシカ：野沢雅子
- ムー：小林修
- マーチ：鈴木弘子
- オーラ：大山のぶ代
- マーシカ：松金よね子
- ユーリー：横沢啓子
- ガラー：滝口順平
- リカー：肝付兼太
- ママアザラシ：大方久子
- ユーリーの兄：古谷徹

### スタッフ
- 監督：勝井千賀雄
- 助監督：吉田健次郎
- 製作：伊藤叡 、西口武郎
- 監修：手塚治虫
- 原作：いぬいとみこ
- 脚本：加藤盟
- 撮影：吉坂研一
- アニメキャラクター・デザイン：辻伸一
- 音楽：小六禮次郎
- 録音：熊谷良兵衛
- 美術：宮本清司
- 編集：尾形治敏
- 主題歌『北極のムーシカ・ミーシカ』：森雪之丞（作詞）、小六禮次郎（作曲）
- 歌：チェリッシュ

## 人形劇
「ふたごのこぐま」のタイトルでNHK教育テレビで人形劇化された。